# Paludan
 Der er for få eller ingen kildehenvisninger i denne artikel, hvilket er et problem. Du kan hjælpe ved at angive troværdige kilder til de påstande, som fremføres i artiklen.

Paludan er en dansk præsteslægt. Navnet Paludan er en latinisering af navnet Kjær. Af det latinske ord palus (sump eller kær) kan afledningen Paludanus ("Ham fra kæret") dannes.

## Slægtens historie
Paludan er en sydjysk slægt, som nedstammer fra rektor i Kolding Hans Sørensen Kjær (Johannes Severini Paludanus) (ca. 1555-1634). Han var søn af borgmester i Kolding Søren Mortensen Kjær (ca. 1510-1582) (kaldet Søren Skriver, idet han fungerede som rigets skriver fra 1536) og Anna Knudsdatter Thuresen (ca. 1515-1582). Søren Mortensen Kjær (også kendt som Søren Sørensen Kjær) var søn af Morten Skræder, født i Ribe ca. 1450 og død samme sted 1538. Hans Sørensen Kjær (Paludan) var sammen med sin hustru Anne Iversdatter Hundevad (ca. 1565-1600) forældre til sognepræst i Ringkøbing-Rindum og provst i Hind Herred Hans Hansen Kjær (Paludan) (ca. 1600-1652), hvorfra hele slægten nedstammer. 
Søren Mortensen Kjær var også fader til Dorothea Sørensdatter (død 1599), gift med abbed i Sorø Morten Pedersen (1537-1595), og til magister Johannes Sørensen Pedersen (død efter 1600), hvis søn sognepræst i Ringkøbing, provst Hans Hansen Kjær (ca. 1600-52) var fader til Elisabeth Hansdatter. Hendes søn med pastor N.L. Rindom, sognepræst i Ål, provst Hans Nielsen Paludan (1652-1709) var fader til borgmester og stiftsskriver i Roskilde Niels Hansen Lunde (1680-1734) — hvis dattersøn var legatstifteren Niels Lunde Reiersen (1742-1795) — til sognepræst i Kalundborg, provst Peder Hansen Paludan (1687-1753) og til sognepræst i Torslunde og Ishøj Jens Paludan (1697-1782) af hvis børn skal nævnes Helene Margrethe Paludan (1738-1793) — gift med professor juris Lauritz Laurberg Kongslew (1737-1783) — Anna Paludan (1740-1805) — der ægtede godsforvalter ved Sorø Akademi Caspar Peter Müller (1736-1776) — Anne Elisabeth Paludan (1762-1829) — som var gift med pastor Johan Paludan (1756-1821) — og residerende kapellan ved Trinitatis Kirke i København Johan Lønborg Paludan (1757-1840). Denne var fader til Elise Christence Paludan (1792-1866), gift med kommandør Frederik August Paludan (1792-1872), og til sognepræst til Rårup, provst Janus August Paludan (1803-1869), af hvis børn skal nævnes plantør Johan Kipnasse Paludan (1834-1914) — fader til Thyra Bolette Emilie Christine Kipnasse Paludan (1872-), enke efter digteren Thøger Larsen (1875-1928) — sognepræst til Gunderup og Nøvling Otto Frederik Paludan (1836-1917) — hvis søn var arkitekt, palæforvalter Hother August Paludan (1871-1956) — arkitekten Hother August Paludan (1841-1888) og slotsgartner Christian Frederik Paludan (1850-1933), fader til hortonom, professor Hother Kirketerp Paludan (1889-1994). Hother August Paludan (1871-1956) var fader til inspektør, cand.jur. Arvid Paludan (1910-2006).
Ovennævnte Provst Peder Hansen Paludan (1687-1753) var fader til sognepræst i Kalundborg, provst Hans Jacob Paludan (1717-1782), af hvis børn skal nævnes de slotspræst Peder Paludan (1755-1799), sognepræst i Fanefjord Johan Paludan (1756-1821), Anna Paludan (1760—1827) — der ægtede ovennævnte pastor Johan Lønborg Paludan (1757-1840) — samt sognepræst i Sønder Kirkeby og Alslev Ebbe Jacobsen Paludan (1767-1815) — hvis søn sognepræst i Vestenskov og Kappel Hans Jacob Peder Dorph Paludan (1814-1883) var morfader til professor i Oslo Francis Bull (1887-) — og overtelegrafinspektør, postmester, justitsråd Holger Frederik Paludan (1772—1855), der var fader til kommandør Frederik Paludan (1808-1880) og til herredsskriver i Vejle, kancelliråd Hans Jacob Paludan (1805-1864); denne sidste var fader til overretssagfører Holger Frederik Paludan (1845-1923) og til professor Julius Paludan (1843-1926), hvis sønner var bibliotekar ved Det Kongelige Bibliotek Hans Aage Puggaard Paludan (1894-1942) og forfatter Stig Henning Jacob Puggaard Paludan (1896-1976).
Ovennævnte slotspræst Peder Paludan (1755-1799) var fader til kommandør Jens Jacob Paludan (1781-1856), til kommandør, overlods Frederik August Paludan (1792—1872), til generalmajor Julius Ferdinand Paludan (1794-1879) samt til Louise Paludan (1789-1821), der var gift med politikeren Jesper Peter With (1791-1854). Af børnene af ovennævnte pastor Johan Paludan (1756-1821) skal nævnes sognepræst i Tønset, provst Julius Frederik Paludan (1787-1851), der var morfader til gartneren og kgl. haveinspektør Hans Christopher Elers Koch (1858-1912).
Dertil kommer planteskoleejer Otto Paludan (-1952), der var fader til museumsinspektør Knud Paludan (1908-1988). Læge Julius Gustav Paludan (1882-1963) var fader til journalist og oversætter Marie-Louise Paludan (født 1917) og diplomaten Janus August Worm Paludan (1920-2004), der var gift med forfatteren Ann Paludan, født Murray (født 1928).

### Paludan-Müller
Ovennævnte godsforvalter Caspar Peter Müller (1736-1776) — der var søn af sognepræst i Holbæk og Udby Mikkel Pedersen Møller (død 1709) fra Grenaa — var fader til Charlotte Christine Müller (1773-1814), gift med konferensråd Christian Rothe (1770-1852), til Inger Marie Muller (1774—1828), der ægtede amtmand Johan Henrik Selmer (1756-1831) og til biskop i Aarhus Jens Paludan-Müller (1771-1845), af hvis børn skal nævnes Lovise Paludan-Müller (1803-1862), gift med rektor Frederik Olaus Lange (1798-1862), og historikeren Caspar Peter Paludan-Müller (1805-1882), forfatteren Frederik Paludan-Müller (1809-1876) og provst Jens Paludan-Müller (1813-1899); sidstnævnte var fader til præsten Bernhard Lucian Paludan-Müller (1845-1932) — hvis søn var forfatteren Martin Mathæus Caspar Paludan-Müller (1882-) — og forfatteren Johannes Nathanael Paludan-Müller (1853-1940), hvis sønner var departementschef i Undervisningsministeriet Kai Paludan-Müller (1883-1976), rektor for Viborg Katedralskole Frits Paludan-Müller (1884-1967) og oberst Svend Bartholin Paludan-Müller (1885-1944). Historikeren Jens Paludan-Müller (1836-1864) var søn af den nævnte professor Caspar Paludan-Müller.
Jernstøber E.C. Paludan-Müller var fader til forfatteren Astrid Paludan-Müller (1873-1930).

## Flamsk slægt
På et tidspunkt var der også medlemmer af en flamsk slægt med navnet Paludan i Danmark. Johannes Paludan (født ca. 1479-97, død ca. 1561-70) blev 1528 indskrevet ved det medicinske universitet i Montpellier, hvor han angaves at stamme fra Aalst i Øst-Flandern. Hans søn, Hans Paludan (1538 i Gent – 19. november 1615 i Viborg) var ærkedegn og livlæge for enkedronning Dorothea på Koldinghus og Sønderborg Slot. Efterfølgende var han gennem en årrække læge i Viborg og havde apotekerprivilegium (for hele Jylland) i Viborg fra 8. december 1577 til 5. februar 1587. Hans Paludan fik kun døtre i sit ægteskab og videreførte ikke slægten.

## Kendte medlemmer af slægten
- Ann Paludan, født Murray (født 1928) – engelsk forfatter, gift med Janus Paludan
- Arvid Paludan (1910-2006) – administrator
- Frederik Paludan (1792-1872) (1792-1872) – søofficer (Frederik August Paludan)
- Frederik Paludan (1808-1880) (1808-1880) – søofficer
- Frederik Paludan (gartner) (1850-1933) – slotsgartner (Christian Frederik Paludan)
- H.J. Paludan (1797-1830) – maler (Hans Jacob Paludan)
- Hans Aage Paludan (1894-1942) – bibliotekar (Hans Aage Puggaard Paludan)
- Holger F. Paludan (1845-1923) – overretssagfører (Holger Frederik Paludan)
- Hother Paludan (arkitekt) (1841-1888) – arkitekt (Hother August Paludan)
- Hother Paludan (hortonom) (1889-1994) – hortonom (Hother Kirketerp Paludan)
- Hother A. Paludan (1871-1956) – arkitekt (Hother August Paludan)
- Jacob Paludan (1896-1975) – forfatter (Stig Henning Jacob Puggaard Paludan)
- Janus Paludan (1920-2004) – diplomat, gift med Ann Paludan (Janus August Worm Paludan)
- Jens Paludan (1697-1782) – præst og historiker
- Jens Jacob Paludan (1781-1856) – søofficer
- Johan Paludan (1756-1821) – præst og forfatter
- Johan Peter Paludan (født 1944) – fremtidsforsker
- Johannes Paludan (1912-2001) – arkitekt
- Julius Paludan (1843-1926) – litteraturhistoriker
- Julius Ferdinand Paludan (1794-1879) – officer
- Knud Paludan (1908-1988) – museumsinspektør
- Marie-Louise Paludan (født 1917) – journalist
- Peder Paludan (1755-1799) – præst
- Peter Paludan (1934-1999) – arkitekt (Peter Axel Paludan)
- Søren Kjær (forfatter) (død 1582) – skriver og forfatter
- Aage Paludan (1917-1997) – arkitekt

### Slægtsgrenen Paludan-Müller
- Astrid Paludan-Müller (1873-1930) – bogholder og forfatter
- Bernhard Lucian Paludan-Müller (1845-1932) – præst
- Caspar Paludan-Müller (1805-1882) – historiker (Caspar Peter Paludan-Müller)
- Frits Paludan-Müller (1884-1967) – rektor
- Frederik Paludan-Müller (1809-1876) – digter
- Jens Paludan-Müller (biskop) (1771-1845) – biskop
- Jens Paludan-Müller (præst) (1813-1899) – præst
- Jens Paludan-Müller (historiker) (1836-1864) – historiker
- Johannes Paludan-Müller (1853-1940) – præst og forfatter (Johannes Nathanael Paludan-Müller)
- Kai Paludan-Müller (1883-1976) – departementschef
- Frits Paludan-Müller (1884-1967) – rektor
- Svend Bartholin Paludan-Müller (1885-1944) – officer og modstandsmand

### Slægtsgrenen Palludan
- Birthe Palludan (født 1923) – veterinær
- F.H. Palludan (1854-1938) – bankdirektør
- Georg Palludan (1889-1964) – arkitekt
- Jens Worm Palludan (1825-1917) (1825-1917) – bankdirektør
- Jens Worm Palludan (1884-1961) (1884-1961) – bankdirektør